# Home Sweet Homediddly-Dum-Doodily
«Home Sweet Homediddly-Dum-Doodily» (рус. Дом, милый дом) — третий эпизод седьмого сезона мультсериала «Симпсоны».

## Сюжет
После того как Барта отправили домой из школы из-за вшей, которых он подцепил от Милхауса, а Лизу — из-за отсутствия обуви, которую её подружки забросили на дерево, Мардж и Гомера обвиняют в неисполнении родительских обязанностей. Два агента из «Службы защиты детей» приходят в дом Симпсонов и забирают Барта, Лизу и Мэгги в приемную семью, к Фландерсам.
Детям приходится привыкать к немыслимым для них порядкам — ко сну в семь часов, к Библейским настольным играм. Барт и Лиза ненавидят Фландерсов, а Мэгги — наоборот, ведь теперь она получает больше внимания от Фландерсов, чем раньше от Гомера. Тем временем Гомер и Мардж ходят в специальный класс для плохих родителей, чтобы вернуть своих детей.
Когда Фландерсы узнают, что Барт и Лиза некрещённые, Нед решает крестить их сам. Когда Гомера и Мардж объявили хорошими родителями, они побежали к реке Спрингфилд, чтобы остановить Фландерсов. Когда Нед собирался облить Барта святой водой, Гомер отпихнул Барта, чтобы предотвратить крещение. Семья Симпсонов снова воссоединяется и отправляется домой.

## Культурные отсылки
- Нед и Мод Фландерс поют Мэгги в постели свою собственную версию песни Сонни и Шер «I Got You Babe».
- Мультфильм Щекотки и Царапки, который Лиза и Барт называют «Приёмный котик! Убивай! Убивай!» (англ. Foster, Pussycat! Kill! Kill!), является отсылкой на фильм 1965 года «Мочи, мочи их, киска!» (англ. Faster, Pussycat! Kill! Kill!).
- Заголовок газете, что Мардж дает Лизе за её историю проекта «40 растоптанных на концерте Poco» — отсылка на американскую рок-группу Poco.
- Во время езды на автомобиле Фландерса Мэгги поворачивает голову вокруг со страшной улыбкой на лице, смотря на Барта и Лизу, как и в фильме 1973 «Изгоняющий дьявола».
- В финальной сцене, в ходе которой Гомер своим телом закрывает Барта от капель святой воды, есть ряд шуток на тему «бесноватости» Гомера, например, то, что святая вода жжет Гомера, или то, что он не тонет в воде (намек на «испытание водой»).

## Отношение критиков и публики
В своей первоначальной американской трансляции эпизод закончил 53-м в рейтинге за неделю с 25 сентября по 1 октября 1995 года, с рейтингом Нильсена 9,0. У эпизода был четвёртый из самых высоких рейтингов на сети Фокс на этой неделе, уступив только Секретным материалам, Беверли-Хиллз, 90210 и Мелроуз Плейс.
Во время показа эпизод получил в основном положительные отзывы от телевизионных критиков. Колин Джейкобсон из DVD Movie Guide наслаждался эпизодом и сказал, что его лучшие элементы происходят из забавных странностей дома Фландерсов, но уроки Гомера и Мардж также веселы и что это первый большой эпизод седьмого сезона. Дженнифер Малковски из DVD Verdict считает лучшей частью эпизода часть, в которой Мардж рассказывает Барту и Лизе, что когда-нибудь им придется быть взрослыми и заботиться о себе, как раз когда Гомер говорит Мардж, что паук находится возле его ключей от машины. В заключение своего обзора она дала эпизоду оценку B+. Уоррен Мартин и Адриан Вуд, авторы книги «I Can’t Believe It’s a Bigger and Better Updated Unofficial Simpsons Guide», назвали его одним из самых тревожных эпизодов, когда Барт и Лиза увлекаются зловещим образом жизни Фландерсов. Они говорили, что конец, когда Нед пытается крестить детей, был привычкой грызть ногти материала, а второе первое слово Мэгги было по-настоящему шокирующим моментом. Авторы добавили, что удивительно, когда всё это радикальное сделано это в телевизионном прайм-тайме, а последние минуты, пожалуй, самое трогательное во всей серии, замечательное подтверждение всей серии и семьи Симпсонов.
Билл Гэйзер из The Register-Mail назвал его лучшим эпизодом шоу, и добавил, что особенно наслаждался этим эпизодом, потому что встречался с девушкой, в средней школе, которая была концертной версией женского Неда Фландерс, только с лучшей стороны. Мэтт Гроунинг, создатель Симпсонов, думает, что эпизод был фантастикой и назвал его одним из его любимых. Ему особенно понравился финал, который он считал милым.